# Keruan
Keruan (arap. القيروان Qeirwān, takođe poznat kao al-Qayrawan), takođe poznat kao Kirvan ili Kajruan, je glavni grad Keruanske provincije u Tunisu. Osnovali su ga Arapi 670. godine. Dobio je ime po arapskoj reči لقيروان - kairuwân koja znači "vojni i civilni kamp" (Kâr-rat/vojska, i van/wan-kamp).
Nakon osnivanja u sedmom veku, postaje jedan od najvažnijih centara islamske učenosti, posebno za izučavanje kurana. Ubrzo privlači veliki broj muslimana iz raznih delova sveta i postaje jedan od najvećih centara, odmah nakon Meke i Medine. U centru se nalazi Velika džamija - Ukbetova džamija.

## Istorija
Keruan je oformljen oko 670. godine kada je arapski general Ukbe Ibn Nafia odabrao lokaciju u jednom delu guste šume, tada naseljene divljim zverima, kao lokaciju za vojni kamp koji je služio kao vojna baza za dalja osvajanja prema zapadu. Odabrao je lokaciju koja je udaljena od mora, da bi bio što dalje od mogućnosti stalnih napada Berbera koji su davali veliki otpor daljim osvajanjima Arapa. Otpor Berbera je predvodio Kusaila čije trupe su ubile Ukbu Ibn Nafiu otprilike 15 godina nakon što je oformljen Keruan. Nakon Kusaila, berbersku vojsku je predvodila žena po menu Al-Kahina, koja je ubijena od arapske vojske 702. godine, a berberska vojska definitivno poražena. Nakon toga se dešavaju masovni prelasci Berbera na islam. Međutim Berberi iako su imali veru svojih osvajača, smatrani su građanima drugog reda, što je bio jedan od razloga formiranja sekte Haridžije koji su još prisutni u regionu. Berberi-Harižije osvajaju Keruan 745. godine. Tada je to već bio grad “luksuznih vrtova i plantaža maslina”.
Na vlasti ostaju sve dok Arapi nisu ponovo osvojili Keruan na čelu sa arapskim generalom Ibrahimom Ibn Al-Aglabom na kraju osmog veka. Ibrahim je dobio titulu “Emir” (namesnik) od kalifa Harun el Rašida. U periodu od 800. do 909, kada je vladala dinastija Aglabidi, Keruan postaje grad u vrhuncu moći kao tadašnja Kufa i Basra.
Izgrađena je Velika Džamija koja je postala univerzitetski centar u kome se izučavalo znanje koje je imalo opšti karakter, i privlačilo je studente iz celoga sveta.

## Sadašnjost
Keruan je pod zaštitom UNESCO-a i proglašen je za “Glavni grad islamske kulture” za 2009. godinu.

## Spoljašnje veze
- Zvanična internet stranica (језик: енглески)
- Unesko-Keruan (језик: енглески)
- Keruan, "Glavni grad islamske kulture" (језик: енглески)